# Manokia stiasnyi
Manokia stiasnyi é uma espécie de água-viva cúbica (Cubozoa) da família Alatinidae.